# Доктрина первой продажи
Доктрина первой продажи — правовая концепция авторского права и товарного знака в США, вводящая ограничения части авторских прав или прав владельцев товарных знаков. Доктрина рассматривает вопросы распространения продуктов, защищенных авторским правом, прокат видео, вторичный рынок для произведений, охраняемых авторским правом (например, возможность продавать окружающим легально приобретенные книги или компакт-диски). Для товарных знаков, эта доктрина позволяет перепродавать торговые марки продуктов после того, как владелец товарного знака выложит эти продукты на рынке. Эту доктрину также называют «правом первой продажи», «правилом первой продажи» или «правилом исчерпания».

## Обзор
Закон об авторском праве США предоставляет владельцу авторских прав исключительное право «распространять копии или звукозаписи защищенной авторским правом работы среди общественности путём продажи или иной передачи права собственности, либо аренды, лизинга или кредитования». Это право называется «правом на распространение» и отличается от права на «воспроизведение», которое предполагает изготовление копий работ, защищенных авторским правом. Это право предполагает право передавать общественности физические копии или звукозаписи защищенных авторским правом работ. Правило первой продажи нарушается, когда розничный торговец приобретает и продает для общественного пользования незаконно сделанные копии на аудио- или видеокассетах. Право правообладателя требует возместить вред от любого участника в цепочке распределения.
Доктрина первой продажи создает базовое исключение для правообладателя в праве на распространение. Как только работа будет законно продана или передана безвозмездно владельцем авторских прав, воплощённых в материальный объект, собственник материального объекта может распоряжаться им по своему усмотрению. Таким образом, тот, кто покупает копию книги, имеет право перепродавать её, сдавать в аренду, отдавать или уничтожить. Однако владелец этого экземпляра книги не может делать новые экземпляры книги. Доктрина ограничивает права распределения правообладателей. Без этой доктрины, обладатели копий защищённой авторским правом работы должны были бы договариваться с владельцем авторских прав каждый раз, когда они хотели бы распорядиться копией.
Доктрина первой продажи была впервые признана Верховным Судом США в 1908 году (по делу Bobbs-Merrill Co. против Straus) и впоследствии вошла в Закон об авторском праве 1976 (17 U. S. С. § 109). В деле Bobbs-Merrill Co. против Straus, издатель Bobbs-Merrill вставил уведомление в свои книги, что любая розничная продажа по цене ниже $1.00 повлечет за собой нарушение его авторских прав. Подсудимый, владелец магазина Мэйси, проигнорировал уведомление и продавал книги по более низкой цене без согласия Bobbs-Merrill. Верховный суд постановил, что в данном случае законное право применяется только при первой продаже защищённой авторским правом работы.
Энтони Риз (Anthony Reese), профессор права Калифорнийского Университета США, в 2003 году писал, что «доктрина первой продажи была гарантией доступности произведений для людей, поскольку существуют магазины подержанных книг и записей, прокат видео и, что возможно, важнее всего, публичные библиотеки». Если отменить доктрину первой продажи, то подержанные книги, фильмы, программы или игры по закону можно будет только утилизировать.

### Право на публичный показ
П. 17 U. S. С. § 109(в) создает ограничение авторского права собственника путём права обозрения работы. Но при этом владелец копии компьютерной программы (и только компьютерной программы в соответствии с § 109(с)) не может отобразить копию публично на сайте, в соответствии с этим положением.

В деле Kirtsaeng против John Wiley & Sons, Inc. ответчик утверждал, что п. 109 является ключевым для Положения о художественных музеях: 
Большинство американских художественных музеев имеют постоянные коллекции, которые были приобретены путём покупки, даров и завещаний имущества, и которые они выставляют на выставках для публики. Раздел 109(с) предусматривает, что владелец конкретной копии вправе показывать её публично. Раздел 109(в) позволяет музеям также покупать, одалживать, продавать такое «правомерно оформленное» произведение искусства.

## Ограничения
Доктрина первой продажи ограничивает распространение права правообладателей. Этот принцип иногда сталкивается с другими правами, такими как право на воспроизведение и право производного произведения. Например, в деле Lee против A.R.T. Co. () ответчик купил у истца произведения в виде карточек с заметками и затем приклеил их прозрачной эпоксидной смолой на керамические плитки. Несмотря на утверждение истца о нарушении его права на подготовку производных работ, 7-й цепи постановил, что права на производное произведение не нарушены и, что права подсудимого при продаже плитки были защищены в соответствии с доктриной первой продажи. Однако, основываясь на очень похожих фактах в деле 9th Circuit in Mirage Editions, Inc. против Albuquerque A.R.T. Company, суд постановил, что права производных работ были нарушены истцом, и что в этом деле доктрина первой продажи не защищает подсудимого.

### Приложение к цифровым копиям
Доктрина первой продажи не применяется для копий цифровых произведений, для электронных книг. Библиотеки не могут свободно одалживать цифровые книги на неопределенный срок после покупки. Вместо этого, издатели электронных книг придумали бизнес-модели продаж с лицензиями на текст. Эта модель налагает ограничения на количество продаж. Электронную книгу можно также распространять с ограничением по времени. Как только срок лицензии истекает, то книга больше не принадлежит им.
В случае с компьютерными играми, производители обходили доктрину первой продажи вводя ограничения на количество установок игры. После определенного количества установок игры на компьютер, серийный номер игры становился недействительным. Так было с игрой Mass Effect («Эффект массы»), что вызвало широкий протест среди её пользователей.

### Требование собственности
Некоторые производители программного обеспечения и цифрового контента и издатели уверяют в их лицензионных соглашениях с конечным пользователем (ЛСКП), что программное обеспечение или контент лицензируется, а не продается, и, следовательно, доктрина первой продажи не распространяется на их произведения.
В деле UsedSoft против Oracle, Европейский суд постановил, что продажа программного продукта представляет собой передачу прав собственности по закону ЕС, и таким образом, применяется доктрина первой продажи.

### Ввоз экземпляров
Раздел 602(а)(1) Закона об авторском праве гласит, что «ввоз в Соединенные Штаты без разрешения владельца авторского права копий или звукозаписей произведений, которые были приобретены за пределами Соединенных Штатов, является нарушением исключительного права на распространение экземпляров или записей». Данное положение даёт возможность правообладателю запретить ввоз импортных товаров для входа на рынок Соединенных Штатов.
Применение этого положения создает трудности в условиях серого рынка. Серые дилеры, покупая подлинный товар в зарубежных странах, продают его со значительной скидкой в США. Серый рынок существует там, где цена на товары за пределами США ниже, чем цена внутри страны.
Параграф § 602(а) о запрете несанкционированного ввоза, казалось бы, конфликтует с доктриной первой продажи, которая допускает перепродажи правомерно сделанной копии. В 1998 году Верховный суд США вынес решение, что доктрина первой продажи применима к ввозу в США охраняемых авторским правом произведений, которые были сделаны в США и затем экспортировались.

## Исключения

### Прокат
Поправка The Record Rental Amendment 1984 года в 17 USC § 109(b) запрещает владельцу звукозаписей сдавать их для прямой или косвенной коммерческой выгоды. Это положение запрещает музыкальным магазинам сдавать в прокат записи и тем самым облегчать их домашнее копирование.
Раздел 109(b) является ограничением доктрины первой продажи, но он касается только музыкальных произведений и не относится к звукозаписи, содержащей другие элементы контента, такие как комментарии или саундтрек, или к немузыкальным звукозаписям, таким как аудиокниги. При этом библиотеки и образовательные учреждения освобождаются от этого ограничения и могут взять в прокат музыкальные звукозаписи.